# لاتندورف
لاتندورف (به آلمانی: Latendorf) یک شهر در آلمان است که در زگه‌برگ واقع شده‌است. لاتندورف ۵۷۵ نفر جمعیت دارد.